# Спектакль на воде

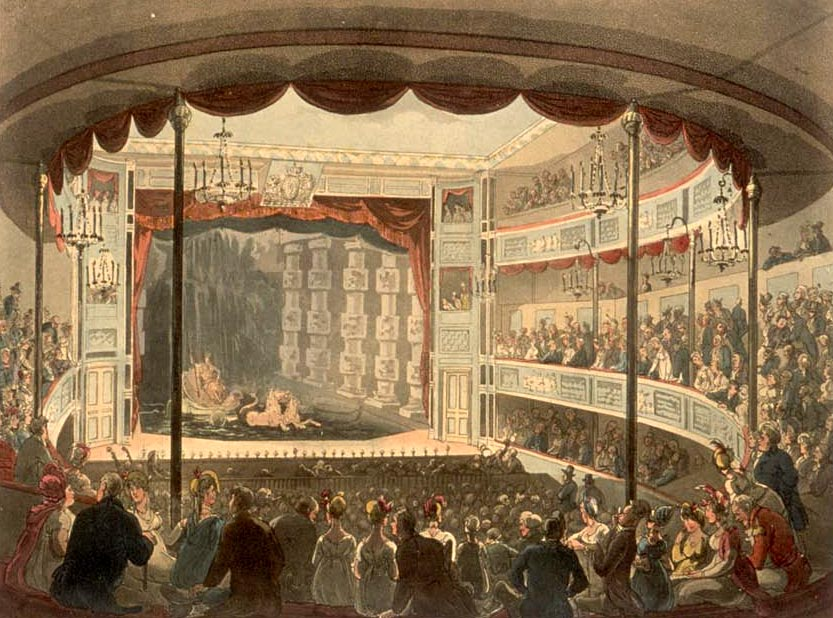
Представление в театре Сэдлерс-Уэллс, около 1808 года.

Театральный жанр спектакля на воде, который был популярен во Франции, Англии и Соединенных Штатах 19-го века, включал в себя заливание водой арены цирка для воссоздания крупных морских битв и других событий на воде; некоторые театры ставили подобные спектакли так часто, что вместо временных устанавливали на сцене постоянные бассейны. Спектакли на водную тему, особенно изображающие великие морские сражения, были популярны в римские времена, когда они назывались навмахиями; этот обычай возрождался в разное время в средние века. 

## Начало
В начале 19-го века уже давно работающий театр Сэдлерс-Уэллс перешёл под управление Чарльза Дибдина-младшего, у которого были большие планы. В 1804 году он установил бассейн для воды размером 90x24x3 фута (27х7,3х0,9 м), который покрывал всю сцену. Вода для заполнения резервуара закачивалась с помощью колеса Архимеда из Новой реки, протекавшей рядом с театром,. Для этого 12 человек работали 24 часа: 4 человека работали 4 часа, затем они менялись, и так до тех пор, пока весь резервуар не был заполнен. Даже если бассейн осушался и наполнялся заново каждые три недели, вода в нём становилась грязной, не только из-за шоу, но и из-за того, что актёры купались в нём вместе со зрителями, ныряющими в бассейн, чтобы проверить, настоящая ли там вода. Водные спектакли были популярны в начале 19-го века; аудитория театра Сэдлерс-Уэллс, расположенного на окраине Лондона, была неуправляемой, шумной и, скорее всего, пьяной. В театре также был второй резервуар 5×5×5 футов (1,5×1,5×1,5 м), установленный наверху, который использовался для имитации водопадов.

## Представления 19 века
Первым спектаклем, поставленным Дибдином-младшим и его группой, был «Осада Гибралтара». Премьера состоялась в 1804; в пьеса изображалось морское сражение между английским флотом и испанской армадой. Афиша этого спектакля описывает битву следующим образом: 
пожар в разных местах города, защищающийся гарнизон и нападение плавучих батарей, [которые] так верно и естественно представлены, что когда плавучие батареи открывают огонь, некоторые из них взрываются со страшным грохотом, а другие, сгорев дотла, погружаются на дно; когда доблестный сэр Роджер Кёртис появляется на своём корабле, чтобы спасти тонущих испанцев — всё это производит необычайный эффект, вызывающий удивление и аплодисменты.
На водяной сцене находились 177 кораблей, все они были оснащены боевыми орудиями и готовы к бою. Разумеется, сотни военных кораблей в реальном масштабе не смогли бы поместиться в бассейне Сэдлерс-Уэллс, поэтому Дибдин нанял людей, работавших на верфях Вулиджа, которые построили для него корабли в масштабе один дюйм на фут (1:12), имитирующие настоящие вплоть до такелажа. Роль испанских морских офицеров, плавающих на крохотных кораблях,  играли дети, и они же «тонули» после того, как испанцы были побеждены. Апогеем шоу была битва английского и испанского флотов; зрители увидели потрясающее зрелище триумфального уничтожения англичанами испанской армады. 
В 1823 году театр Сэдлерс-Уэллс представил водную драму под названием «Остров, или христианин и его товарищи», в которой изображались главные события мятежа на борту HMS «Баунти». Чтобы уменьшить двадцатиминутную задержку между событиями на суше и водной частью, сцена поднималась наверх, почти к крыше театра, прямо на глазах у зрителей.

## Закат
Со временем новизна представлений на воде начала угасать, так как зрителей больше не устраивали представления в Сэдлерс-Уэллс. Это могло произойти из-за того, что Дибдин-младший пытался повторно использовать корабли из «Осады Гибралтара», и они больше не были новинкой для зрителей; наполеоновские войны также могли внести свой вклад. Согласно Дэну Кьюикшенку с BBC News, наполеоновские войны бушевали в начале 1800-х годов; в 1793 году Англия также вступила в борьбу с новой революционной Францией. После десятилетия боевых действий две страны наконец подписали Амьенское соглашение, которое, правда, длилось всего месяц, пока в мае 1803 года война не разразилась вновь. Объявление войны могло спровоцировать рост национализма в Англии, что способствовало успеху Дибдена-младшего и его водных представлений. Великобритания была известна тем, что у нее был большой и мощный флот, и она была не прочь поиграть своими мускулами, утверждаясь как самый мощный флот в Европе после победы в Ватерлоо в 1815 году. Граждане Англии должны были зналь, насколько могуществен флот их страны. Такие спектакли, как ставившиеся в Сэдлерс-Уэллс, напоминали англичанам о том, насколько сильны их вооруженные силы, заставляя их поначалу чувствовать гордость и безопасность. Тем не менее, после нескольких лет войны граждане начали осознавать её ужасы. По словам Мезера, их пугали не только смерть друзей и членов семьи, а также возможное вторжение, но и повышение налогов для финансирования военных действий. Невероятные 11,6 миллиона фунтов, что эквивалентно примерно 570 миллионам фунтов в наши дни, были потрачено на одни только форты, большинство из которых защищали верфи. Британцы устали от войны, особенно на море, и в конце концов бассейны были убраны из театра. Это наглядно отражало взгляды английской нации на войну.

## Наследие
Несмотря на то, что бассейны были убраны в 1824 году, представления на воде была частью длительной истории театра. От тех времён осталось лишь несколько страниц в книгах и на веб-сайтах, а также одна или две картины, но сам театр Сэдлерс-Уэллс жив и процветает с тех пор, как Ричард Сэдлер впервые открыл свой музыкальный дом в 1683 году. За это время театр повидал немало триумфов и трагедий. После того, как Чарльз Дибдин подал в отставку, во время одного из шоу произошла ложная пожарная тревога, из-за которой погибли 18 человек. 
В 1843 году театр снова стал успешным, когда менеджер Сэмюэль Филипс начал постановку пьес Шекспира. К сожалению, в 1915 году двери Сэдлерс-Уэллс были закрыты. Лилиан Бэйлис, которая хотела, чтобы все в Лондоне имели возможность увидеть завораживающее театральное искусство, собрала деньги на открытие Сэдлерс-Уэллс. История Сэдлерс-Уэллс продолжилось, и в 1931 году он снова смог поделиться магией театра с жителями северного Лондона. После многих лет развития прогрессивного театра, развлекавшего северный Лондон, спектакли постепенно исчезли из репертуара Сэдлерс-Уэллс, уступив место операм и танцевальным представлениям, и к 1945 году Сэдлерс-Уэллс стал исключительно танцевальным залом. 

## Нью-Йорк
Нью-йоркский цирк Лафайет (1826—1829) мог похвастаться оборудованием как для конных представлений, или «ипподрам», так и для водных спектаклей. 
4 июля 1840 года театр Бауэри в Нью-Йорке поставил «Пиратский сигнал». Огромная сцена была полностью покрыта водой, на которой плавал полностью оснащенный корабль. Спектакль разыгрывался на его палубах. 